# Vodniška komisija PZS
Vodniška komisija PZS je strokovni in izvršilni organ vodnikov med dvema zboroma in hkrati stalna komisija Upravnega odbora Planinske zveze Slovenije.
Vodniška dejavnost, vodništvo: načrtovanje, organiziranje in strokovno ter varno vodenje izletov, pohodov, tur, turnih smuk, alpinističnih vzponov, planinskih taborov, tekmovanj, vzgojno-izobraževalnih akcij in planinskih usposabljanj ali samo udeležba pri naštetih oblikah dejavnosti.

## Organiziranost
Člani Vodniške komisije so načelnik in šest voljenih članov. Funkcije namestnik načelnika, tajnik in finančnik določijo v Komisiji med seboj. Strokovna in druga opravila izvajata podkomisiji:
Podkomisija za usposabljanje - njene naloge so: pripravlja in vodi seznam inštruktorjev in predavateljev, določa teme, pripravlja in izvaja vsakoletne seminarje za inštruktorje in predavatelje, sodeluje pri pripravi predpisov PZS in drugih, lahko organizira in izvaja usposabljanja vodnikov in inštruktorjev planinske vzgoje, sodeluje z vodniškimi odbori, organizira promocijsko pomoč pri vodenju v planinskem društvu, kjer nimajo vodnikov in pomaga pripravnikom pri opravljanju pripravništva.
Podkomisija za kategorizacijo in registracijo - njene naloge so: potrjuje kategorijo kandidatom po opravljenem pripravništvu, odloča o priznanjih, potrjuje registracijo vodnikom PZS, sodeluje pri pripravi sprememb predpisov, navodil in drugo.
Vodniki PZS se lahko združujejo v okviru društev v vodniške odseke, vodniške odbore ali druge oblike organiziranosti. 
Vodniški odsek je osnovna oblika organiziranja in združevanja vodnikov. Ustanovljen je lahko pri enem ali več planinskih društvih. Vodi ga načelnik, ki mora biti član planinskega društva. Naloge vodniškega odseka so:
- organizira izlete, pohode, ture, vzpone, turne smuke, srečanja, tabore, orientacijska tekmovanja in drugo;
- s svojimi aktivnostmi skrbi za varnost vodenja in varovanje narave;
- izvaja ali sodeluje pri izvajanju planinske šole in drugih planinskih usposabljanj;
- skrbi za osnovno, dodatno in licenčno usposabljanja vodnikov;
- drugo.

Vodniški odbor je organ, ki usklajuje delo vodniških odsekov med planinskimi društvi. Vodniški odbor lahko pokriva enega ali več območij meddruštvenih odborov PZS. Člani so načelniki vodniških odsekov, vodi pa ga načelnik odbora. Njegove naloge so:
- organizira in koordinira dejavnost vodniških odsekov;
- načrtuje in izvaja osnovna, dodatna in nadaljevalna licenčna usposabljanja vodnikov v sodelovanju s Podkomisijo za usposabljanje pri Vodniški komisiji;
- izvaja ali nudi pomoč pri izvedbi planinske šole v planinskem društvu;
- ustanavlja vodniške odseke in izvaja mentorstvo;
- drugo.

## Vodnik PZS
Vodnik PZS je prostovoljni vodnik Planinske zveze Slovenije. Vodnik postane lahko vsak član PD, ki je uspešno opravil s strokovnim programom določeno usposabljanje in je kategoriziran pri Vodniški komisiji PZS in Komisiji za vzgojo in izobraževanje PZS.
Status vodnikov Planinske zveze Slovenije, pravice in dolžnosti, delovanje, usposabljanje ter  kategorizacijo in registracijo ureja poseben pravilnik.
Vodnik PZS skrbi za načrtovano, varno, strokovno vodenje ture, pri sebi mora imeti ustrezno opremo, sodeluje z oskrbniki planinskih koč ter markacisti, sodeluje z avtorji zemljevidov in vodnikov na način, da opozarja na napake, varuje okolje. Njegova je tudi pravica, da odloči o tem, koga bo vodil na turi glede na udeleženčeve sposobnosti.
Svojo licenco mora obnavljati vsaka tri leta in se udeležiti licenčnega usposabljanja.
Kot vodnik se izkazuje z izkaznico in značko.

## Kategorije vodnikov[1]
A kategorija - Lahke kopne ture - osnovna usposobljenost za vodenje lahkih kopnih tur, za gibanje se uporablja predvsem hoja, posebno tehnično znanje ni potrebno. Vodi se po lahkih označenih ali neoznačenih poteh.
B kategorija - Zahtevne kopne ture - usposobljenost za zahtevne kopne ture; potrebno je znanje uporabe vrvi, varovanja udeležencev na poti ter uporaba cepina. Poleg lahkih lahko vodi še zahtevne in zelo zahtevne označene poti, tudi s posameznimi snežišči, zahtevne neoznačene poti in lahka brezpotja.
C kategorija - Zelo zahtevne kopne ture - usposobljenost za zelo zahtevne kopne ture; poleg prej navedenih lahko vodi po zelo zahtevnih neoznačenih poteh, zahtevnih in zelo zahtevnih plezalnih poteh ter zahtevnih in zelo zahtevnih brezpotjih.
D kategorija - Lahke snežne ture - predstavlja osnovno zimsko vodništvo z uporabo cepina in derez, palic in krpelj po označenih in lahkih neoznačenih poteh v snegu.
E kategorija - Zahtevne snežne ture - zahteva vsa predhodna znanja, poleg tega pa še znanje uporabe vrvi in varovanje na krajših odsekih v zimskem brezpotju in posebno orientacijsko znanje.
G kategorija - Lahki turni smuki - je namenjena vodenju lahkih turnih smukov kar zahteva znanje smučanja in tehnika hoje s smučmi ter posebno orientacijsko znanje.
H kategorija - Zahtevni turni smuki - je namenjena vodenju zahtevnih in zelo zahtevnih turnih smukov.
I kategorija - Lahke ledeniške ture - zahteva znanje hoje z derezami in cepinom po ledeniku, varovanje na ledeniku, reševanje iz ledeniških razpok in posebno orientacijsko znanje.
K kategorija - Ledeniški turni smuki - je namenjena vodenju ledeniških turnih smukov in zahteva znanje za kategorijo I in popolno obvladovanje smučanja in tehnike hoje s smučmi na ledenikih ter posebno orientacijsko znanje.
F kategorija - Plezalni vzponi - zahteva znanje iz kategorij C, E in I poleg tega pa še znanje za vodenje v plezalnih smereh, pomoč soplezalcu v kopnem, snegu, ledu, kombiniranem svetu, zaledenelih slapovih, reševanje, orientacija.

## Usposabljanje
Usposabljanje poteka po enotnih kriterijih in navodilih. Kandidat mora opraviti sprejemni izpit in uspešno opraviti preizkusno turo, sledi tečaj, opravljen izpit, ki obsega izpitno nalogo, pisne teste in izpitno turo ter uspešno zaključeno pripravništvo, ki lahko traja največ tri leta. V tem času mora pripravnik voditi najmanj pet različnih tur v skladu s kategorijo in pod vodstvom mentorja.
Zahtevane podrobnosti so navedene v pravilniku vodnikov PZS. Prehod iz nižje v viško kategorijo je mogoč le z dodatnim usposabljanjem za ustrezno kategorijo. O usposobljenih vodnikih PZS vodi register vodnikov.

## Priznanja
Vodniška priznanja se podeljujejo vsem vodnikom, ki s svojim delom pomembno prispevajo k razvoju in ugledu vodništva v okviru PZS. 
Priznanja vodniške komisije so:
- Pisna zahvala.
- Priznanje za 5 letno delo.
- Priznanje za 10 letno delo.
- Priznanje za 18 letno delo.
- Zaslužni vodnik PZS se podeli vodniku za zelo velik prispevek na področju prostovoljnega vodništva ali za vodništvo v okviru PZS in je poteklo vsaj 25 let od njihove prve registracije.
- Častni vodnik PZS postane lahko vodnik, ki je to vsaj 30 let in je prejel priznanje za zaslužnega vodnika.